# Michael Redgrave
Sir Michael Scudamore Redgrave (Bristol, 20 marzo 1908 – Denham, 21 marzo 1985) è stato un attore britannico.
Nel 1935 sposò l'attrice Rachel Kempson, con cui rimase fino alla morte e da cui ebbe tre figli: gli attori Vanessa, Corin e Lynn Redgrave.

## Biografia
Figlio d'arte, Michael Redgrave nacque a Bristol, in Inghilterra, da Roy Redgrave, star del cinema muto, e Margaret Scudamore. Non conobbe mai suo padre che, per continuare la carriera di attore in Australia, abbandonò la famiglia quando Michael aveva solo sei mesi. La madre si risposò con il capitano James Anderson, ricco proprietario di un bar, ma il bambino odiò quel patrigno. Dopo gli studi al Clifton College di Bristol e al Magdalene College di Cambridge, per qualche tempo fece l'insegnante a Cranleigh.
Nel 1934 fece il suo debutto sul palcoscenico e due anni dopo entrò nella compagnia teatrale dell'Old Vic. Il regista Alfred Hitchcock gli affidò un piccolo ruolo non accreditato nel film Amore e mistero (1936) e lo diresse successivamente ne La signora scompare (1938), in cui Redgrave fu protagonista nei panni di un bizzarro musicologo e spia dilettante. Pur continuando a preferire il lavoro sul palcoscenico, negli anni quaranta l'attore apparve in diversi film di rilievo, tra cui è da ricordare Incubi notturni (1945), nel segmento diretto da Alberto Cavalcanti, in cui diede una memorabile interpretazione nei panni di un ventriloquo che precipita nella follia quando diventa succube del pupazzo che lo accompagna sulla scena. Verso la fine del decennio ebbe una breve parentesi a Hollywood, dove apparve nel dramma Il lutto si addice ad Elettra (1947), che gli valse una candidatura all'Oscar al miglior attore, e nel noir Dietro la porta chiusa (1947) di Fritz Lang. 
Altre sue notevoli interpretazioni cinematografiche furono quelle dell'infelice maestro di scuola in Addio Mr. Harris (1951), e del brillante Jack Worthing ne L'importanza di chiamarsi Ernesto (1952), tratto dall'omonima commedia di Oscar Wilde. Nominato baronetto nel 1959, in seguito passò via via a ruoli di carattere in film come Suspense (1961), Gioventù, amore e rabbia (1962), Gli eroi di Telemark (1966) e Messaggero d'amore (1971), fino ad abbandonare il cinema dopo aver contratto la malattia di Parkinson.

## Filmografia

### Cinema
- La signora scompare (The Lady Vanishes), regia di Alfred Hitchcock (1938)
- Climbing High, regia di Carol Reed (1938)
- Twelfth Night, regia di Michel Saint-Denis (1939) - Film tv
- Stolen Life, regia di Paul Czinner (1939)
- E le stelle stanno a guardare (The Stars Look Down), regia di Carol Reed (1940)
- A Window in London, regia di Herbert Mason (1940)
- Kipps, regia di Carol Reed (1941)
- Jeannie, regia di Harold French (1941)
- Atlantic Ferry, regia di Walter Forde (1941)
- The Big Blockade, regia di Charles Frend (1942)
- Thunder Rock, regia di Roy Boulting (1942)
- The Way to the Stars, regia di Anthony Asquith (1945)
- Incubi notturni (Dead of Night), regia di Alberto Cavalcanti, Charles Crichton, Basil Dearden e Robert Hamer (1945)
- Cuore prigioniero (The Captive Heart), regia di Basil Dearden (1946)
- The Years Between, regia di Compton Bennett (1946)
- I contrabbandieri (The Man Within), regia di Bernard Knowles (1947)
- Fame Is the Spur, regia di Roy Boulting (1947)
- Il lutto si addice ad Elettra (Mourning Becomes Electra), regia di Dudley Nichols (1947)
- Dietro la porta chiusa (Secret Beyond the Door...), regia di Fritz Lang (1948)
- Addio Mr. Harris (The Browning Version), regia di Anthony Asquith (1951)
- Stupenda conquista (The Magic Box), regia di John Boulting (1951)
- L'importanza di chiamarsi Ernesto (The Importance of Being Earnest), regia di Anthony Asquith (1952)
- La sciarpa verde (The Green Scarf), regia di George More O'Ferrall (1954)
- The Sea Shall Not Have Them, regia di Lewis Gilbert (1954)
- La scogliera della morte (The Night My Number Came Up), regia di Leslie Norman (1955)
- Rapporto confidenziale (Mr. Arkadin), regia di Orson Welles (1955)
- I guastatori delle dighe (The Dam Busters), regia di Michael Anderson (1955)
- Oh... Rosalinda!!, regia di Michael Powell ed Emeric Pressburger (1955)
- Nel 2000 non sorge il sole (1984), regia di Michael Anderson (1956)
- L'alibi dell'ultima ora (Time Without Pity), regia di Joseph Losey (1957)
- Destinazione Parigi (The Happy Road), regia di Gene Kelly (1957)
- Un americano tranquillo (The Quiet American), regia di Joseph L. Mankiewicz (1958)
- Benvenuto a Scotland Yard! (Law and Disorder), regia di Charles Crichton (1958)
- Behind the Mask, regia di Brian Desmond Hurst (1958)
- Il fronte della violenza (Shake Hands with the Devil), regia di Michael Anderson (1959)
- I giganti del mare (The Wreck of Mary Deare), regia di Michael Anderson (1959)
- No My Darling Daughter, regia di Ralph Thomas (1961)
- Suspense (The Innocents), regia di Jack Clayton (1961)
- Gioventù, amore e rabbia (The Loneliness of the Long Distance Runner), regia di Tony Richardson (1962)
- Uncle Vanya, regia di Stuart Burge (1963)
- Il magnifico irlandese (Young Cassidy), regia di Jack Cardiff (1965)
- La collina del disonore (The Hill), regia di Sidney Lumet (1965)
- Gli eroi di Telemark (The Heroes of Telemark), regia di Anthony Mann (1965)
- La 25ª ora (La vingt-cinquième heure), regia di Henri Verneuil (1967)
- Superspia K (Assignment K), regia di Val Guest (1968)
- Oh, che bella guerra! (Oh, What a Lovely War), regia di Richard Attenborough (1969)
- I lunghi giorni delle aquile (The Battle of Britain), regia di Guy Hamilton (1969)
- Goodbye, Mr. Chips, regia di Herbert Ross (1969)
- Connecting Rooms, regia di Franklin Gollings (1970)
- Sul tuo corpo, adorabile sorella (Goodbye Gemini), regia di Alan Gibson (1970)
- Messaggero d'amore (The Go-Between), regia di Joseph Losey (1971)
- Nicola e Alessandra (Nicholas and Alexandra), regia di Franklin J. Schaffner (1971)
- The Last Target (1972) - cortometraggio
- Rime of the Ancient Mariner, regia di Raul daSilva (1975)

### Televisione
- Your Show of Shows – serie TV, episodio "Episode dated 10 January 1953" (1953)
- Producers' Showcase – serie TV, episodio "Ruggles of Red Gap" (1957)
- Hedda Gabler, regia di Alex Segal – film TV (1963)
- ABC Stage 67 – serie TV, episodio 1x07 (1966)
- The Wednesday Play – serie TV, episodio "Alice in Wonderland" (1966)
- Mr. Dickens of London, regia di Barry Morse – film TV (1967)
- Monsieur Barnett – film TV (1968)
- Heidi, regia di Delbert Mann – film TV (1968)
- The World of Beachcomber, regia di John Howard Davies – serie TV (1968)
- David Copperfield, regia di Delbert Mann – film TV (1969)
- Hallmark Hall of Fame – serie TV, episodio "Hamlet" (1970)
- Play of the Month – serie TV, episodi "The Tempest" e "Don Juan in Hell" (1968-1971)
- A Christmas Carol, regia di Richard Williams – film TV (1971)
- Il Dottor Jekyll e Mister Hyde (Dr. Jekyll and Mr. Hyde), regia di David Winters – serie TV (1973)
- The CBS Festival of Lively Arts for Young People – serie TV, episodio "A Child's Christmas in Wales" (1973)

## Doppiatori italiani
- Emilio Cigoli in Dietro la porta chiusa, L'alibi dell'ultima ora, Un americano tranquillo, Il fronte della violenza
- Sandro Ruffini in Addio Mr. Harris, L'importanza di chiamarsi Ernesto
- Gino Cervi in Il lutto si addice ad Elettra
- Carlo Romano in Rapporto confidenziale
- Mario Pisu ne I guastatori delle dighe
- Carlo D'Angelo in Nel 2000 non sorge il sole
- Manlio Busoni in I giganti del mare
- Nando Gazzolo in Suspense
- Renato Turi in Gioventù, amore e rabbia
- Giorgio Capecchi in La collina del disonore
- Gualtiero De Angelis in Gli eroi di Telemark
- Alessandro Sperlì in Messaggero d'amore
- Sergio Fiorentini in Nicola e Alessandra
- Manlio De Angelis in La signora scompare (doppiaggio tardivo)
- Romano Malaspina in Incubi notturni (doppiaggio tardivo)

## Riconoscimenti
Premi Oscar 1948 – Candidatura all'Oscar al miglior attore per Il lutto si addice ad Elettra